# Telefon Hírmondó

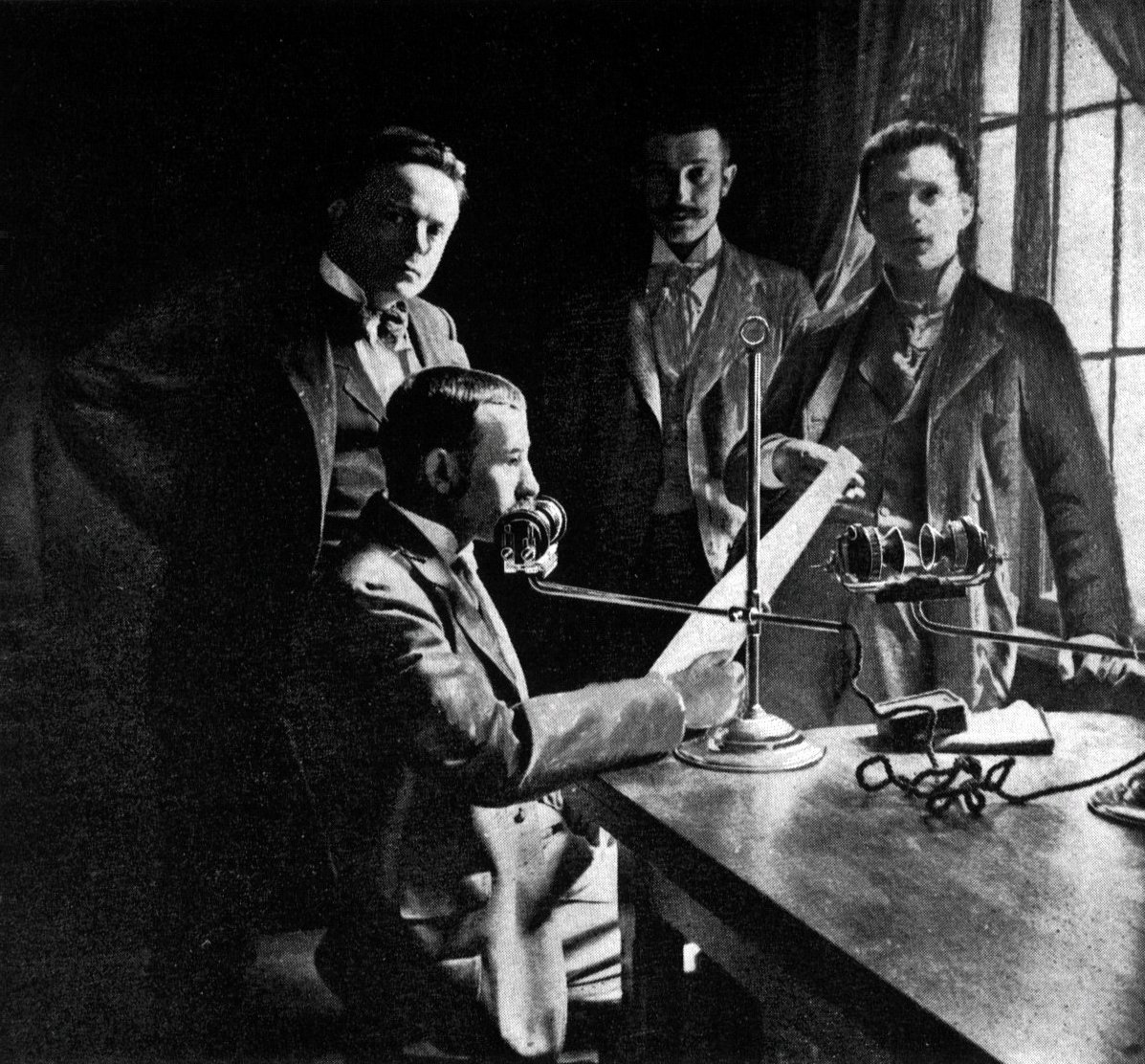
Hlasatel ve studiu

Telefon Hírmondó (Telefonní hlasatel) byla služba poskytující zpravodajství po telefonu, kterou založil 15. února 1893 v Budapešti Tivadar Puskás. Díky jeho vynálezu telefonní ústředny bylo možno přenášet lidský hlas na více míst současně. Telefon Hírmondó je proto označován za první elektronické médium na světě.
Na programu bylo čtení z tisku, přesný čas, burzovní zprávy, předpověď počasí, jazykové kurzy, kulturní servis i hudební relace. Zprávy byly aktualizovány každou hodinu. Vysílání bylo také prokládáno placenou inzercí. Obsah zpráv se musel třikrát denně předkládat cenzurnímu úřadu. Vzhledem k technickým obtížím přenosu museli být hlasatelé vybaveni silným hlasem a střídali se po deseti minutách. Síť linek přenášející zprávy měřila až 1800 kilometrů.
Redakce sídlila na třídě Erzsébet körút v Budapešti a bylo v ní zaměstnáno okolo 200 osob, ředitelem byl Dénes Zakál. Roční předplatné bylo 18 korun. V roce 1907 dosáhl Telefon Hírmondó 15 000 odběratelů, k nimž patřil i František Josef I. Puskásovu myšlenku používaly od roku 1909 United States Telephone Herald Company v USA a od roku 1910 Araldo Telefonico v Itálii.
V roce 1925 se Telefon Hírmondó spojil s maďarským rozhlasem a za druhé světové války zanikl.
Ke 115. výročí zavedení služby byla vydána pamětní mince v hodnotě tisíc forintů.